# Lennart Heljas
Lennart Albert Heljas (né Helenius le 13 mai 1896 à Vyborg et mort le 9 mars 1972 à Kuopio) est un prêtre évangélique luthérien et homme politique finlandais,,. 

## Biographie
En 1914, Lennart Heljas a obtenu son diplôme de fin d'études secondaires .
En 1918, il obtient un diplôme en théologie et son ordination sacerdotale.
Lennart Heljas est prêtre, professeur de religion et aumônier de prison à Helsinki et à Vaasa de 1918 à 1920.
De 1920 à 1931, il est prêtre pour les marins à Cardiff et à Londres. 
En 1931-1937, il a été prêtre de Kaavi et en 1937-1967, prêtre de la paroisse rurale de Kuopio.
Il est nommé prévôt en 1945.

## Carrière politique
Lennart Heljas est député ML de la circonscription de l'Est de Kuopio du 1er septembre 1939 au 21 juillet 1958.
Il est à quatre reprises vice-président du Parlement.
Lennart Heljas est vice-ministre des Affaires sociales du gouvernement Pekkala (26.03.1946–26.05.1948) ainsi que ministre de l'Éducation des gouvernements Pekkala 26.05.1948–29.07.1948),  Kekkonen I (17.03.1950–17.01.1951), Kekkonen II (17.01.1951–20.09.1951),.
Lennart Heljas est électeur présidentiel en 1950 et 1956 et membre de la délégation finlandaise a la conférence de paix de Paris en 1947.
Il est président du Conseil nordique en 1957-1958.